# Szenes Andrea
Szenes Andrea (Budapest, 1962. október 20. –) magyar újságíró, műsorvezető, pszichológus, producer, dalszerző.

## Életpályája
A Fazekas Mihály Fővárosi Gyakorló Általános Iskola és Gimnáziumban érettségizett. 1981–1988 között az Eötvös Loránd Tudományegyetem Bölcsészettudományi Kar (ELTE-BTK) filozófia–angol–pszichológia szakán tanult, majd pszichológiából doktori fokozatot szerzett. 1988–1990 között a Színház- és Filmművészeti Főiskola rendező szakán tanult. 1988 óta a Semmelweis Egyetemen pszichodráma-csoportokat vezet. 1991–1999 között a Magyar Televízió riportere, 1999–2003 között pedig a műsorokért felelős alelnöke volt. 1993 óta a Szenes Arts produkciós iroda vezetője. 2003-ban fél évig ismét a Magyar Televízió alelnöke volt. Ő indította útjára az első magyar női talkshow-t, a Szenes Andrea Show-t, amelyben olyan sztárvendégei voltak, mint Chaim Topol, Gina Lollobrigida, Omar Sharif, Yehudi Menuhin, Amanda Lear, Jimmy Carter, Robin Williams, La Toya Jackson, Allen Ginsberg és Charlene Tilton. Nevéhez fűződik az első telefonálós televíziós talkshow bevezetése is: a Hívd Andreát sorozata több mint 200 adást megért. Később politikusokkal folytatott beszélgetéseivel lett népszerű. Édesapja és társa, János halála után ismét műsort készít, a Muzsika Tv-n 2011 óta a Szenes Iván írta sorozat szerkesztője és házigazdája, valamint a Duna World sugározza a Szenes Iván Emlékkoncertet, melynek Bodrogi Gyulával együtt műsorvezetője.

### Családja
Szülei Szenes Iván (1924–2010) író, dalszövegíró és Kornay Mariann (1930–2004) színésznő voltak. Nagyapja, Szenes Andor (1899–1935) költő, műfordító, nagybátyja, Szenes Béla (1894–1927) író, újságíró, műfordító, Szenes Hanna (1921–1944) költő pedig Szenes Béla lánya volt.

## Elismerések
- „Józsefvárosért” kitüntetés (2014)[1]

- Fonogram díj - Hosszú az a nap - Utolsó üzenet -  Iván személyes búcsúja (album, 2011)

- Fonogram díj - Szervusz Szenes Iván tér! (album, 2017)

## Emlékápolás
Édesapja halála után létrehozta a Szenes Iván Művészeti Díjat, amelyet először Wolf Kati énekesnő kapott meg. Továbbá apja halála után ő adja át édesanyja nevét viselő Kornay Mariann Művészeti Díjat is.
2010 óta megszervezi a Szenes Iván Emlékkoncertet, amelyet a Rezső téren tartanak. Az ingyenes műsornak 5-6 ezer nézője van.

## Műsorai
- Sohase késő (1992)
- Szenes Andrea-show (1993-1994)
- Hívd Andreát! (1995-1999)
- Szenes Andreával... (politikussorozat, 1996-1999)
- Amiről beszélnek... (női közéleti sorozat, 2004)
- Akitől tanulni lehet... (portrésorozat, 2005)
- Magyarország agyhatalom (sorozat, 2006)
- Hátrányból előre (sorozat (2006)
- Hátrányból sikerre (sorozat, 2007)
- Hátrányból a csúcsra (sorozat, 2008)
- Hátrányból munkába (2009)
- Szenes Iván Emlékkoncert (2011)
- Szenes Iván írta (2011)

## Művei
- Igen. Carl Rogers személyközpontú pszichológiájáról – személyes tapasztalatok alapján; Relaxa, Bp., 1991
- Amit a pajzsmirigybetegségekről tudni kell..Lakatos Péterrel 2021
- Dalok: Andrea első dalát 6 évesen írta Fényes Szabolccsal Fekete ég címmel. Utcasarkon sír egy kisgyerek, Élvezd az életet, Jobb mint otthon, Egy meg ne kérdezd korú nő, Merj álmodni Magyarország!, Sohase késő újra kezdeni, Éjszaka mikor a kis tücsök hegedül, Találkozás a Szenes Iván téren, Szervusz Szenes Iván tér, A Szenes téren, Édesapám, Beszéld meg Andreával, Gyertek el a Szenes Iván Slágermúzeumba, Kívánunk minden jót és szépet, A Szenes Iván Slágermúzeum